# Universidad de América
La Fundación Universidad de América es una universidad colombiana de carácter privado ubicada en la ciudad de Bogotá. Fue fundada en 1956 por Jaime Posada Díaz como escuela de arquitectura, la cual se convirtió en una institución multidisciplinaria.
La institución hace hincapié en la calidad sobre el tamaño, la concentración en un núcleo de disciplinas académicas con una sólida reputación en ingeniería y ciencias aplicadas. Está conformada por tres escuelas, que contienen 8 departamentos académicos, particularmente conocidos son sus programas de Ingeniería Química, Ingeniería Mecánica, Ingeniería Industrial e Ingeniería de Petróleos. 
En 1957, la Universidad de América fue uno de los cuatro miembros fundadores de la Asociación Colombiana de Universidades "ASCUN".

## Historia
En 1952 el Ministerio de educación concede licencia para la iniciación de estudios y labores en la universidad y en 1956 otorga la aprobación de estudios y títulos profesionales para las facultades de arquitectura y economía.
En 1956, la universidad le da vida e importancia a las facultades de arquitectura, con énfasis en urbanismo y economía. Así mismo, impulsa el funcionamiento, por primera vez en Bogotá de las ingenierías industrial, mecánica, de petróleos y química.
El 12 de octubre de 1957, el día de la raza en el que también se celebra el descubrimiento de América, el Señor Rector y fundador de la universidad Jaime Posada, crea la Asociación Colombiana de Universidades ASCUN, la cual asume un rol definitivo en el subsecuente desarrollo de la universidad.
El 12 de octubre de 1962 se pone la primera piedra de la sede de los cerros, al lado de la quinta de Bolívar.
Gracias a la creación de la oficina de planeación en 1961, en esta época se lleva a cabo el plan de desarrollo de la universidad a través de tres fases: la académica, la arquitectónica y técnica y finalmente, la financiera. Los miembros por supuesto son egresados y profesores de la universidad.
Desde 1968 el área de posgrados es manejada por el Instituto de la Comunidad Latinoamericana y ofrece el magíster en administración política. En este mismo año se crea la librería para estudiantes con carácter cooperativo.
En 1981 se publican los apartes del reglamento de estudiantes, donde se especifican los reglamentos de matrícula, nivel académico, evaluación y certificación. Cuatro años más tarde, el fundador-rector, Señor Jaime Posada redacta el documento Autoevaluación institucional donde hace una fuerte reflexión de cuáles son los objetivos de la educación superior con la supervisión del ICFES. A propósito del cambio social y político que atravesaba el país en ese momento, la reflexión y cuestionamiento de la educación se corresponde con el crecimiento de la Universidad de América. En 1986 la Universidad cumple sus 30 años y se celebra con la inauguración de la biblioteca Roberto García Peña en la casa del ciudadano Eduardo Santos. En este mismo año, se entrega el Jardín de los Maestros de América, a un lado de la Quinta de Bolívar en la sede de los Cerros.
En 1990 se constituye el Sistema de Evaluación de la Universidad de América y se establece la Dirección del Sistema y las unidades complementarias. En el año siguiente, se publica un documento titulado Una universidad con la mira en el mañana o también llamado Plan de desarrollo del señor Jaime Posada, cuyo argumento central es el cambio urgente que necesita la institución en términos de los perfiles profesionales de sus estudiantes. Para dicho cambio, en el texto se plantea la actualización de los planes de estudio y los programas de enseñanza, la capacidad profesoral, las normas y reglamentos y por último, la adecuación de la planta física, entre otros. Pero el principal cambio se da en las asignaturas de las ingenierías industrial, mecánica, de petróleos y química.
En 1992 se puso en marcha el programa de evaluación y modernización del currículo y, como expresión del mismo, se emprendió, durante varios semestres, una serie de trabajos, de seminarios y de comisiones interdisciplinarias. En este mismo año, la Universidad de América interviene en la preparación de la ley 30 de 1992, orgánica de la educación superior, y en sus disposiciones se consagra la importancia de que en el ámbito universitario se contará con facultades de ciencias y humanidades.
En 1998 se consolida la tecnología y la informática, es decir, la sistematización en todas las áreas de la universidad.
La universidad en 2001 cumple 45 años de fundada. En esta época se afianza el proyecto de los posgrados, enlazado además a la construcción de una sede en el norte de la ciudad, ubicada actualmente en la calle 106 con avenida 19. Con lo anterior, se afianza la idea de la autonomía de la universidad. En ese mismo año, se realiza un disco que recoge las canciones de la tuna americana.
Desde 1999 fueron inscritas las Especializaciones de la Universidad y, después de un trabajo arduo y constante no solo para adecuar una de las más modernas sedes del país sino para conseguir directores y profesores de la más alta categoría, el pasado 13 de agosto de 2005 iniciaron las clases en la Torre de Posgrados.

## Facultades y Programas Académicos
Facultad de Arquitectura
Pregrado
- Arquitectura

Posgrado
- Maestría en Planeación Territorial
- Especialización en Gerencia de Empresas Constructoras
- Especialización en Planeación Territorial

Facultad de Ciencias Económicas y Administrativas
Pregrado
- Economía
- Administración de empresas
- Negocios Internacionales

Posgrado
- Maestría en Administración - MBA
- Especialización en Gerencia de Empresas
- Especialización en Negocios Internacionales e Integración Económica
- Especialización en Gerencia del Talento Humano
- Especialización en Gerencia de Proyectos

Facultad de Ciencias y Humanidades
Pregrado
- Estadística y Ciencias Actuariales -Único en el país-

Facultad de Ingenierías
Pregrado
- Ingeniería Ambiental
- Ingeniería de Petróleos
- Ingeniería Industrial
- Ingeniería Mecánica
- Ingeniería Química
- Ingeniería en Energías

Posgrado
- Maestría en Ingeniería de Yacimientos
- Maestría en Gerencia del Talento Humano
- Maestría en Gestión Ambiental para la Competitividad
- Maestría en Gerencia Integral de la Calidad y Productividad
- Especialización en Gerencia de la Calidad
- Especialización en Gestión Ambiental

## Infraestructura
- EcoCampus de Los Cerros
- Casa de los Derechos del Hombre de Don Antonio Nariño
- Casa Eduardo Santos
- Casa de Manuela Saenz y Museo de Trajes Regionales de Colombia
- Torre de Posgrados